# Necronomicon – Geträumte Sünden
Necronomicon – Geträumte Sünden ist ein deutscher, sado-erotischer Spielfilm aus dem Jahre 1967. Regie führte Jess Franco.

## Handlung
Der Film beginnt mit einer sadomasochistischen Szene in einem Folterraum. Ein junger Mann und eine junge Frau sind, beide halb entblößt, an Holzstreben gefesselt, beider Oberkörper von Züchtigungen blutverschmiert. Gleich einer Domina mit Reitgerte schleicht eine mysteriöse Frau um beide herum und berührt deren Körper vorsichtig. Es handelt sich um die Hauptdarstellerin der Geschichte, Lorna Green. Besonders der Mann scheint es ihr angetan zu haben; sie küsst seine verwundete Brust und reißt dabei voller Leidenschaft sein bereits weitgehend in Fetzen hängendes Hemd herunter. Der Mann scheint ihren Annäherungen nicht ablehnend gegenüberzustehen, woraufhin Lorna ihn von einer der Ketten am rechten Handgelenk befreit. Als die ihm gegenüberstehende, gefesselte Kurzhaarblondine Lorna als „Hyäne“ schmäht, lässt diese kurz von ihrem Lustobjekt ab und ritzt der Gefesselten mit einem langen Messer genau entlang ihrer nur etwas verschorften, blutigen Wunde oberhalb der Brust. Die Gefolterte schreit laut. Das Tun Lornas wird von einem weiteren, sich versteckt haltenden Mann im Anzug und mit Schlips interessiert beobachtet. Lorna kehrt zurück zu ihrem angeketteten, männlichen Opfer. Sie fährt mit ihren sado-erotischen Spielchen fort und drückt ihm kurz ihre entblößte Brust an die seine. Dann allerdings zückt sie ein Stilett und stößt es ihm offensichtlich in den Unterleib, woraufhin der Mann vor Schmerzen schreit. Das Licht geht an, man sieht einen Zuschauerraum. Dies alles war nur Teil einer morbiden Vorführung für ein spezielles Sado-Maso-Show-Publikum. In Wahrheit wurde niemand verletzt. Im Publikum sitzt Lornas Liebhaber, der Amerikaner William Mulligan. Als sein Nachbar ihn fragt, wie er Lorna kennen gelernt hat, erzählt Mulligan von der ersten Begegnung in Lissabon.
Rückblende: Mulligan erlebt Lorna von Anbeginn als erotische und enigmatische Verführerin, die tanzend ihre Reize einsetzt. Während sie sich nackt Mulligan an den Hals wirft, zeigt die Rückblende auch, dass sich Lorna offensichtlich in psychotherapeutischer Behandlung von Ralf Drawes befindet. In weichzeichnerischen Traumbildern schreitet sie, gewandet in einem mehr als luftigen, roten Kleid, durch mehrere Locations der portugiesischen Hauptstadt und trifft in einem Schloss am Meer auch Mulligan wieder. Während dort ein alter Pianist Klavier spielt, tritt Lorna vor einen großen Spiegel, lässt das Kleid fallen und küsst beinah ihr Spiegelbild. Sie verlässt den hochherrschaftlichen Ort, der ihr Zuhause zu sein scheint, und geht in einem weißen Abendkleid in eine Bar, wo sie auf Admiral Rapp trifft. Beide spielen ein Assoziationsspiel und beginnen miteinander zu tanzen. Während des Tanzes entkleidet er Lorna. Auf ihm liegend, sticht Lorna dem Admiral ein Auge aus. Doch ist dies alles nur ein Traum oder gar ein Alptraum, eine sinnlich-sadistische Wunschvorstellung einer von Abenteuerlust und Nymphomanie bestimmten Frau, die ihre Grenzen austesten will? Oder ist es doch schon Realität?
Am nächsten Morgen erwacht Mulligan neben Lorna, die noch schläft. Beide verlassen ihr Domizil und passieren mehrere Klageweiber. An einem offenen Sarg ist die Leiche Admiral Rapps aufgebahrt. Und obwohl längst in der Realität, ist hier der Alptraum der vergangenen Nacht wahr geworden: In Rapps rechten, blutendem Auge steckt eine lange Nadel. Anschließend geht das Paar auf eine Stehparty, bevölkert von gelangweilten Yuppies, herumflirrenden jungen Mädchen, einem Transvestiten und einem dirigierenden Zwerg. Auch Drawes ist anwesend, offensichtlich ist er Teil dieser sich intellektuell gebenden Clique. Allen wird ein Stückchen Würfelzucker gereicht, das offensichtlich zuvor in LSD getränkt worden ist. Bald befindet sich die Gesellschaft in einem einzigen Rausch, lediglich Drawes steht ein wenig abseits und zitiert literarische Gedanken aus Büchern. Nach einem Tag in freier Natur besuchen Lorna und Bill eine Nachtbar und treffen auf einen alten Freund Williams. Hier wie schon zuvor spricht ein Fremder Lorna an und nennt sie „Gräfin“. Es wird offenbar, dass Lorna ein Zweit-, ein Doppelleben geführt haben muss. Bill beobachtet diese Begegnung mit dem Fremden mit einigem Misstrauen. Lorna behauptet, dass sie diesen Mann noch nie gesehen habe. William überkommt ein Eifersuchtsanfall, und er beginnt sie durchzuschütteln.
Zurück in ihrer Traumwelt, verbringt Lorna mit einer anderen Frau, der blonden Olga, erotische Momente in ihrem portugiesischen Palast. In historische Kostüme gekleidet, kommt es zu lesbischen Liebesspielen. Doch urplötzlich überkommt es Lorna, und, wie schon zuvor bei Admiral Rapp, erwachen in ihr Mordgedanken. Sie scheint Olga, die zu fliehen versucht, mit einer weißen Skulptur erschlagen zu wollen. Dann ist Lorna auf einmal verschwunden. Lebensgroße Schaufensterpuppen bewegen sich auf die im Zimmer eingeschlossene Olga auf bedrohliche Weise zu. Sie schreit in Todesangst, zwischen den Puppen taucht Lorna wieder auf. Sie hat einen langen Dolch in der Hand, mit dem sie auf Olga einsticht und sie schließlich niedermetzelt. Nach der Bluttat beginnt sie eine der Puppen zärtlich zu küssen und die Brüste einer anderen zu liebkosen. Lorna wacht, auf dem Boden liegend, inmitten ihrer Schaufensterpuppen auf. Hatte sie wieder geträumt, war es diesmal womöglich Wirklichkeit? Sie entdeckt Blut unter einer Schaufensterpuppe. Verwirrt und verängstigt rennt Lorna aus ihrem Palast und rast mit ihrem roten Sportwagen zu dem Apartment ihres Lovers. Doch der ist nicht mehr da, abgereist nach Deutschland.
Ortswechsel Berlin. Lorna ist William nachgereist, und er macht ihr daraufhin einen Heiratsantrag. Beide haben leidenschaftlichen Sex. Und doch hat sich offenbar in Bill etwas verändert, längst plant er Lorna loszuwerden. Da kommt der Mann aus der Eingangsszene wieder ins Spiel, der aus dem Dunkel Lorna bei der Foltershow beobachtet hatte. Während eines konspirativen Treffens mit ihm gegenüber der Gedächtniskirche erteilt William den Auftrag, Lorna zu ermorden. Von Migräneanfällen geplagt, ahnt Lorna instinktiv, dass der ihr unbekannte Zuschauer der Foltershow etwas Furchtbares im Schilde führt. Und wieder findet sie sich in ihrer eigenen Foltershow wieder, mit denselben Teilnehmern vom Beginn des Films. Doch diesmal ist die Szene real – keine Träume, keine Visionen, kein Fake. Wie in Trance sticht sie unter den Augen Williams in einem Keller die beiden Angeketteten nieder und rennt, wieder bei vollem Bewusstsein, panisch davon, als Bill sie anschreit. Dieser hört von draußen mehrere Schüsse fallen, dem Schreie folgen. Als Bill in seine Berliner Wohnung heimkehrt, liegt Lorna zu seiner großen Überraschung auf seinem Sofa – vollkommen nackt und ebenso unversehrt. Sie fordert ihn auf „Küss mich“. Als er ihr Folge leistet und sie küsst, rammt Lorna ihm von hinten ein langes Messer ins Genick. Dann fährt sie mit Williams offensichtlich vertragsbrüchig gewordenen Auftragsmörder, der sie weiterhin stets „Gräfin“ nennt, weit, weit fort. „Sie sind am Ende ihrer Reise“ sagt er und sie erwidert: „Ich bin erschöpft. Ich will vergessen und schweigen“. Beide gehen Hand in Hand in ihren portugiesischen Palast.

## Produktionsnotizen
Necronomicon – Geträumte Sünden wurde im Herbst 1966 u. a. in Lissabon, Sintra und Umgebung sowie in West-Berlin gedreht. Die Welturaufführung erlebte der Film im Juni 1967 während der 17. Internationalen Filmfestspiele Berlin (allerdings nicht im offiziellen Programm). Der Film passierte am 25. Januar 1968 die FSK-Prüfung und kam am 19. April 1968 in die deutschen Kinos. Diese Arbeit war die erste deutsche Inszenierung des spanischen Regisseurs Jess Franco und wurde ein großer kommerzieller Erfolg. Produzent Adrian Hoven stellte daraufhin im folgenden Jahr noch weitere Inszenierungen mit sado-erotischer Ausrichtung her, Rote Lippen – Sadisterotica, Küß mich, Monster sowie Im Schloß der blutigen Begierde, und griff dabei zum Teil auf dasselbe Personal (z. B. Hauptdarstellerin Janine Reynaud und Kameramann Jorge Herrero) zurück.
Die Produktions- und Herstellungsleitung hatte Karl Heinz Mannchen, die Filmbauten schuf H. Peter Krause. Irmgard Förster war Maskenbildnerin, Hans Dieter Schwarz besorgte den Ton. Die Kleider für Janine Reynaud entwarf Karl Lagerfeld. Die Musik wurde arrangiert und zusammengestellt von Jerry van Rooyen. Je nach Schnittvorgaben existieren Versionen zwischen 77 und 84 Minuten.
Bei dem in den Traumsequenzen gezeigten Palast der „Gräfin“ handelt es sich in Wirklichkeit um eines der Wahrzeichen Lissabons, den Torre de Belém. Die Traumsequenzen sind bewusst stets unscharf gehalten, um sie von den realen Sequenzen zu unterscheiden.
International wurde Necronomicon – Geträumte Sünden unter dem Titel Succubus vertrieben, die US-Erstaufführung war am 7. April 1969. 2009 erfolgte eine Aufführung des Streifens bei dem auf phantastische, Science-Fiction- und Horrorfilme spezialisierten Fantastic Fest in Austin, Texas.

### Synchronisation
| Rolle            | Schauspieler   | Deutscher Synchronsprecher |
| ---------------- | -------------- | -------------------------- |
| Lorna Green      | Janine Reynaud | Rosemarie Fendel           |
| William Mulligan | Jack Taylor    | Gert Günther Hoffmann      |
| Ralf Drawes      | Adrian Hoven   | Adrian Hoven               |
| Admiral Kapp     | Howard Vernon  | Howard Vernon              |
| Bella Olga       | Nathalie Nort  | Margot Leonard             |
| Pierce           | Michel Lemoine | Michael Chevalier          |

## Rezeption und Kritiken
Regisseur Franco war hochzufrieden mit seinem Werk. In einem Interview sagte er: „Necronomicon – Geträumte Sünden war die erste Gelegenheit für mich, einen Film so zu machen wie ich ihn mir vorstellte. Ich bin sehr erstaunt darüber, dass der Film einen solchen Erfolg hatte“.

„Ohne Handlungsfaden aneinandergereihte Szenen, in denen ein Mädchen sich sadistischen Sexspielen hingibt. Die zu Kitsch geronnenen Ambitionen in der formalen Gestaltung machen den Film auch ästhetisch unerträglich.“

„…kann sich nie so recht entscheiden, ob er ein barbusiger Exploitation-Film oder eine nette, erotische Horrorgeschichte über eine geistig verwirrte Frau mit bizarren sexuellen Vorlieben sein möchte. Es erweist sich doch ein wenig als Langweiler (…) mit jeder Menge üppigen, falschen Traumsequenzen und sadomasochistischen Liebesszenen, alles in ausgiebiger, klebriger Farbfotografie gehalten.“

Spaniens Guia del video-cine schreibt über den ersten Auslandseinsatz des heimischen Kultregisseurs Franco: „Film-Traum über sadoerotische Fieberphantasien einer gequälten weiblichen Person (die beunruhigende Janine Reynaud), der einen visuellen und Erzählstil vorschlägt, der zu dieser Zeit ziemlich einzigartig war und stark vom Comic (vor allem dem Guido Crepax‘) beeinflusst war.“ An derselben Stelle heißt es, dass Francos Kollegen Anatole Litvak und Fritz Lang den Film sehr geschätzt haben sollen.
Bei der Online-Filmdatenbank heißt es: „Viele werden Jess Franco lediglich als kruden Trash-Filmer kennen, doch ein Film wie dieser ist ein schönes Beispiel für die künstlerische Ambition, die er insbesondere in den 1960ern an den Tag legte. „Necronomicon – Geträumte Sünden“ lässt Realität und Traum, Phantasie und Wahnsinn, Lust und Tod ineinander verschwimmen. Seine Bilder wirken wie Gemälde, gemalt statt gefilmt. Die Kamera übt sich in sehr individuellen Perspektiven und kreativer konzipierter, origineller Bildkomposition zur Manipulation des Zuschauers. Die mit für das Entstehungsjahr provokanten SM-erotischen Szenen angereicherte Geschichte ist schwer zu durchschauen, wirkt durch und durch künstlich und unnahbar, macht es dem Zuschauer nicht leicht, verwirrt ihn gar vorsätzlich. Auf klassische Erzählmuster legte Franco hier keinerlei Wert und verlässt sich auf die Durchästhetisierung der einzelnen Sequenzen.“